# Pipunculopsis bivittata
Pipunculopsis bivittata är en tvåvingeart som beskrevs av Mario Bezzi 1925. Pipunculopsis bivittata ingår i släktet Pipunculopsis och familjen svävflugor. Inga underarter finns listade i Catalogue of Life.